# Лула (Љевице)
Лула (слч. Lula) насељено је мјесто са административним статусом сеоске општине (слч. obec) у округу Љевице, у Њитранском крају, Словачка Република.

## Становништво
| Година:    | 1994. | 2004.    | 2014.    | 2024.   |
| ---------- | ----- | -------- | -------- | ------- |
| Број људи: | 223   | 199      | 177      | 162     |
| Разлика:   |       | -10,76 % | -11,05 % | -8,47 % |

| Година:    | 2023. | 2024. |
| ---------- | ----- | ----- |
| Број људи: | 162   | 162   |
| Разлика:   |       | +0 %  |

Према подацима о броју становника из 2011. године насеље је имало 179 становника.